# Водне поло на Чемпіонаті світу з водних видів спорту 2017
Змагання з водного поло на Чемпіонаті світу з водних видів спорту 2017 тривали з 16 до 29 липня в Будапешті (Угорщина).

## Розклад змагань
Розіграно два комплекти нагород.
Вказано час місцевий (UTC+2).
| Дата          | Час   | Раунд                                |
| ------------- | ----- | ------------------------------------ |
| 16 липня 2017 | 08:30 | Попередній раунд                     |
| 17 липня 2017 | 08:30 | Попередній раунд                     |
| 18 липня 2017 | 08:30 | Попередній раунд                     |
| 19 липня 2017 | 08:30 | Попередній раунд                     |
| 20 липня 2017 | 08:30 | Попередній раунд                     |
| 21 липня 2017 | 08:30 | Попередній раунд                     |
| 22 липня 2017 | 10:30 | Плей-оф/Матчі за розподіл місць      |
| 23 липня 2017 | 10:30 | Плей-оф/Матчі за розподіл місць      |
| 24 липня 2017 | 09:30 | Чвертьфінали/Матчі за розподіл місць |
| 25 липня 2017 | 09:30 | Чвертьфінали/Матчі за розподіл місць |
| 26 липня 2017 | 10:30 | Півфінали/Матчі за розподіл місць    |
| 27 липня 2017 | 10:30 | Півфінали/Матчі за розподіл місць    |
| 28 липня 2017 | 12:00 | Жіночий фінал                        |
| 29 липня 2017 | 12:00 | Чоловічий фінал                      |

## Медальний залік
| Дисципліна | Золото | Срібло | Бронза |
| ---------- | --- | --- | --- |
| Чоловіки   | Хорватія · Марко Біяч · Андро Бушлє · Іван Булюбашич · Лорен Фатович · Хав'єр Гарсія · Маро Йокович · Іван Крапич · Лука Лончар · Марко Мацан · Іван Марцелич · Анджело Шетка · Сандро Сукно · Анте Вукичевич            | Угорщина · Адам Декер · Аттіла Декер · Балаж Ердельї · Балаж Харай · Норберт Гошнянські · Міклош Гор-Надь · Крістіан Мангерц · Тамаш Мезеї · Віктор Надь · Бела Терек · Мартон Вамош · Денеш Варга · Гергьо Заланкі | Сербія · Мілан Алексич · Мілош Чук · Філіп Філіпович · Нікола Якшич · Душан Мандич · Бранислав Митрович · Стефан Митрович · Душко Пієтлович · Гойко Пієтлович · Андрія Прлайнович · Сава Ранджелович · Віктор Рашович · Неманя Убович                  |
| Жінки      | США · Рейчел Феттел · Арія Фішер · Макензі Фішер · Пейдж Гаусчайлд · Аманда Лонґан · Медді Масселмен · Джеймі Ньюшул · Кайлі Ньюшул · Джордан Рейні · Мелісса Сейдеманн · Меггі Стеффенс · Ґебрієлл Стоун · Еліс Вільямс | Іспанія · Марта Бах · Паула Креспі · Сандра Домене · Анна Еспар · Клара Еспар · Лаура Естер · Джудіт Форка · Анна Гуаль · Паула Лейтон · Елена Льорет · Беатріс Ортіс · Матільде Ортіс · Марія Пенья                | Росія · Марія Борисова · Ольга Горбунова · Євгенія Іванова · Елвіна Карімова · Ганна Карнаух · Катерина Прокоф'єва · Дарія Рижкова · Альона Сержантова · Анастасія Симанович · Ганна Тимофєєва · Тетяна Толкунова · Ганна Устюхіна · Вероніка Вахітова |